# Зубарик стегнуватий
Зубарик стегнуватий (Merodon femoratoides) — вид комах з родини Syrphidae.

## Морфологічні ознаки
Великі, доволі волохаті кремезні мухи із смугастим черевцем; задні стегна сильно потовщені та вигнуті, з апіковентральним зубчиком. Добре відрізняється від близьких видів роду поєднанням своєрідного забарвлення з переважанням вохристих тонів та сильно потовщених стегон.

## Поширення
Південна Греція, Туреччина, Північна Африка, Україна: Крим (Гончарне, Сімферополь, околиці Судака, с. Курортне, Карадазький ПЗ). Карадазька популяція є однією з найчисленніших у світі. 

## Особливості біології
Мешкає у нижніх лісостепових поясах обох макросхилів Кримських гір. Стації перебування — листяні ліси з переважанням дуба та фісташки: на галявинах, стежках, у зімкнутому та розрідженому деревостані. Імаго живляться на квітках Ornithogalum ponticum Zahar., Seseli tortuosum L. та Bupleurum sp. Самиця відкладає яйця в ґрунт. Личинка першого віку активно шукає цибулини дикоростучих лілієцвітих та, проникнувши в них, живиться м’якими тканинами. Личинка третього віку заляльковується в ґрунті.

## Загрози та охорона
Мешкає на території Карадазького ПЗ. Слід провести спеціальні дослідження щодо виявлення інших популяцій виду, уточнити кримську частину його ареалу, а також організувати ентомологичні мікрозаповідники (можливо, як філіали Карадазького) з постійним моніторингом. Продовжувати вивчення біології виду в природному середовищі, а також спроби його розведення в штучних умовах. Посилити заборону на збір гарноквітучих лілейних і амарилісових, а також на знищення асоціацій з їх участю, припинивши знищення диких видів цибулинних рослин, якими живляться личинки виду.